# 奥尻郡
- 令制国一覧 > 北海道 (令制) > 後志国 > 奥尻郡
- 日本 > 北海道 > 檜山振興局 > 奥尻郡

北海道奥尻郡の位置

奥尻郡（おくしりぐん）は、北海道（後志国）檜山振興局の郡。
人口2,101人、面積142.99km²、人口密度14.7人/km²。（2025年6月30日、住民基本台帳人口）
以下の1町を含む。
- 奥尻町（おくしりちょう）

## 郡域
1879年（明治12年）に行政区画として発足して以来、郡域は上記1町のまま変更されていない。

## 歴史

### 郡発足までの沿革
日本書紀に記された、斉明天皇6年3月に阿倍比羅夫が粛慎の砦を陥落させた弊賂弁嶋は、現在の奥尻島にあたるといわれている（粛慎の本拠地、樺太とする説もある）。
室町時代には、享徳3年8月28日に松前藩祖・武田信広公が漂着。文明元年6月5日、若狭国の僧随芳が草庵を建立。これは延徳2年大館（渡島国津軽郡松前）に移り松前山法源寺となった。弘治元年7月、上杉謙信の臣宇田遠江守師長が従者3名と漂着。
江戸時代、奥尻郡域は和人地となる。松前藩によってヲコシリ場所が開かれ、元和3年5月、松前山法源寺第4世芳龍が、現在の青苗地区に空谷山大仙寺を建立。寛文7年空谷山大仙寺が松前城下蔵町に移転。安永年間には薬師村（現在の奥尻町字松江）の少彦名神社が創建されている。
江戸時代後期の文化4年には、奥尻郡域は天領とされた。文政4年には松前藩の元に戻されたものの、安政2年再び天領となり津軽藩が警固をおこなった。戊辰戦争（箱館戦争）終結直後の1869年8月15日、大宝律令の国郡里制を踏襲して奥尻郡が置かれた。

### 郡発足以降の沿革
- 明治2年

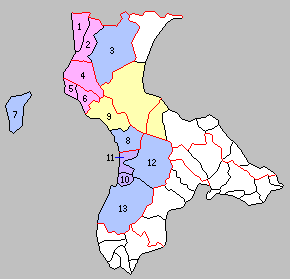
北海道一・二級町村制施行時の奥尻郡の町村（7.奥尻村 青：区域が発足時と同じ町村）

  - 8月15日（1869年9月20日） - 北海道で国郡里制が施行され、後志国および奥尻郡が設置される。開拓使が管轄。
  - 8月28日（1869年10月3日） - 福岡藩の領地となる（北海道の分領支配）。
- 明治4年8月20日（1871年10月4日） - 廃藩置県により再び全域が開拓使の管轄となる。
- 明治5年
  - 4月9日（1872年5月15日） - 全国一律に戸長・副戸長を設置（大区小区制）。
  - 10月10日（1872年11月10日） - 4月に設置された区を大区と改称し、その下に旧来の町村をいくつかまとめて小区を設置（大区小区制）。
- 明治9年（1876年）9月 - 従来開拓使において随意定めた大小区画を廃し、新たに全道を30の大区に分ち、大区の下に166の小区を設けた。

- 第8大区
  - 4小区 ： 釣懸村、赤石村、薬師村、青苗村

- 明治12年（1879年）7月23日 - 郡区町村編制法の北海道での施行により、行政区画としての奥尻郡が発足。
- 明治13年（1880年）1月 - 久遠郡外三郡役所（久遠奥尻太櫓瀬棚郡役所）の管轄となる。
- 明治15年（1882年）2月8日 - 廃使置県により函館県の管轄となる。
- 明治19年（1886年）
  - 1月26日 - 廃県置庁により北海道庁函館支庁の管轄となる。
  - 12月 - 函館支庁が廃止。
- 明治24年（1891年）3月 - 檜山郡外五郡役所（檜山爾志久遠奥尻太櫓瀬棚郡役所）の管轄となる。
- 明治30年（1897年）11月5日 - 郡役所が廃止され、檜山支庁の管轄となる。
- 明治39年（1906年）4月1日 - 北海道二級町村制の施行により、釣懸村、赤石村、薬師村、青苗村の区域をもって奥尻村（二級村）が発足。（1村）
- 昭和18年（1943年）6月1日 - 北海道一・二級町村制が廃止され、北海道で町村制を施行。二級町村は指定町村となる。
- 昭和21年（1946年）10月5日 - 指定町村を廃止。
- 昭和22年（1947年）5月3日 - 地方自治法の施行により北海道檜山支庁の管轄となる。
- 昭和41年（1966年）1月1日 - 奥尻村が町制を施行して奥尻町となる。（1町）
- 平成22年（2010年）4月1日 - 檜山支庁が廃止され、檜山振興局の管轄となる。